# Gỗ

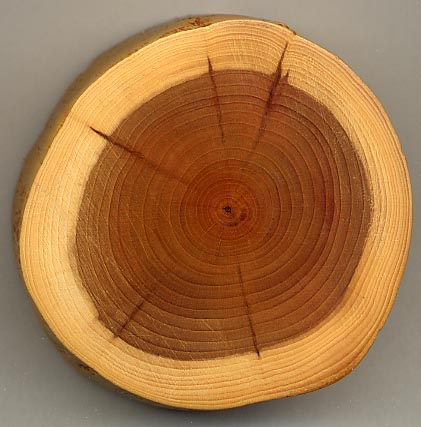
Mặt cắt ngang của một cây gỗ thanh tùng châu Âu (Taxus baccata).

Gỗ là một dạng tồn tại vật chất có cấu tạo chủ yếu từ các thành phần cơ bản như: xenluloza (40-50%), hemixenluloza (15-25%), lignin (15-30%) và một số chất khác. Nó được khai thác chủ yếu từ các loài cây thân gỗ.
Gỗ đóng vai trò thiết yếu trong đời sống con người từ hàng ngàn năm nay. Nó được sử dụng làm nhiên liệu, vật liệu xây dựng, chế tạo công cụ, vũ khí, đồ nội thất và giấy. Ngoài những ứng dụng truyền thống, gỗ hiện nay còn được sử dụng để sản xuất cellulose tinh chế và các sản phẩm từ cellulose như giấy bóng kính (cellophane) và cellulose acetate.
Tính đến năm 2020, trữ lượng rừng phát triển toàn cầu ước tính khoảng 557 tỷ m³. Nhờ khả năng tái tạo dồi dào và tính trung hòa carbon gỗ ngày càng được chú trọng như một nguồn năng lượng tái tạo đầy tiềm năng. Trong năm 2008, lượng gỗ khai thác đạt khoảng 3,97 tỷ m³. Gỗ chủ yếu được sử dụng để sản xuất đồ nội thất và xây dựng.

## Lịch sử
Vào năm 2011, một khám phá tại tỉnh New Brunswick, Canada đã xác định được những loài thực vật có gỗ xuất hiện sớm nhất, có niên đại khoảng 395 đến 400 triệu năm trước.
Gỗ có thể biết được tuổi bằng cách đo lượng cacbon trong nó. Đối với một số loại cây, người ta còn có thể xem xét các vòng cây để biết được tuổi của gỗ.
Từ bao đời nay, con người đã sử dụng gỗ cho nhiều việc khác nhau. Gỗ được dùng để đốt làm nhiên liệu, để xây dựng nhà cửa, làm công cụ, vũ khí, đồ nội thất, bao bì, đồ trang trí và giấy. Người ta đã tìm thấy những công trình xây dựng bằng gỗ có niên đại hàng chục nghìn năm.
Ngày nay, người ta sử dụng gỗ nhiều hơn trong xây dựng nhờ kết hợp với thép và đồng.
Vòng cây có thể cho ta biết nhiều điều về khí hậu trong quá khứ. Bằng cách quan sát độ rộng của vòng cây và lượng đồng vị, ta có thể đoán được khí hậu như thế nào khi cây bị đốn hạ.

## Cứng so với mềm
Gỗ thường được chia thành hai loại là gỗ mềm và gỗ cứng.  Gỗ từ cây lá kim như cây thông là gỗ mềm, còn gỗ từ cây hai lá mầm như cây sồi là gỗ cứng. Tuy nhiên, tên gọi này có thể gây hiểu lầm vì một số loại gỗ lá rộng mềm hơn gỗ lá kim. Ví dụ, gỗ bấc (gỗ cứng) lại mềm hơn bất kỳ loại gỗ mềm nào. Ngược lại, một số loại gỗ mềm như gỗ thủy tùng lại cứng hơn nhiều loại gỗ cứng.
Đặc tính của gỗ phụ thuộc rất nhiều vào loại cây và cách nó sinh trưởng. Cây khác nhau sẽ cho gỗ có mật độ khác nhau. Gỗ có mật độ cao thường sẽ cứng và bền hơn.

## Thành phần hóa học

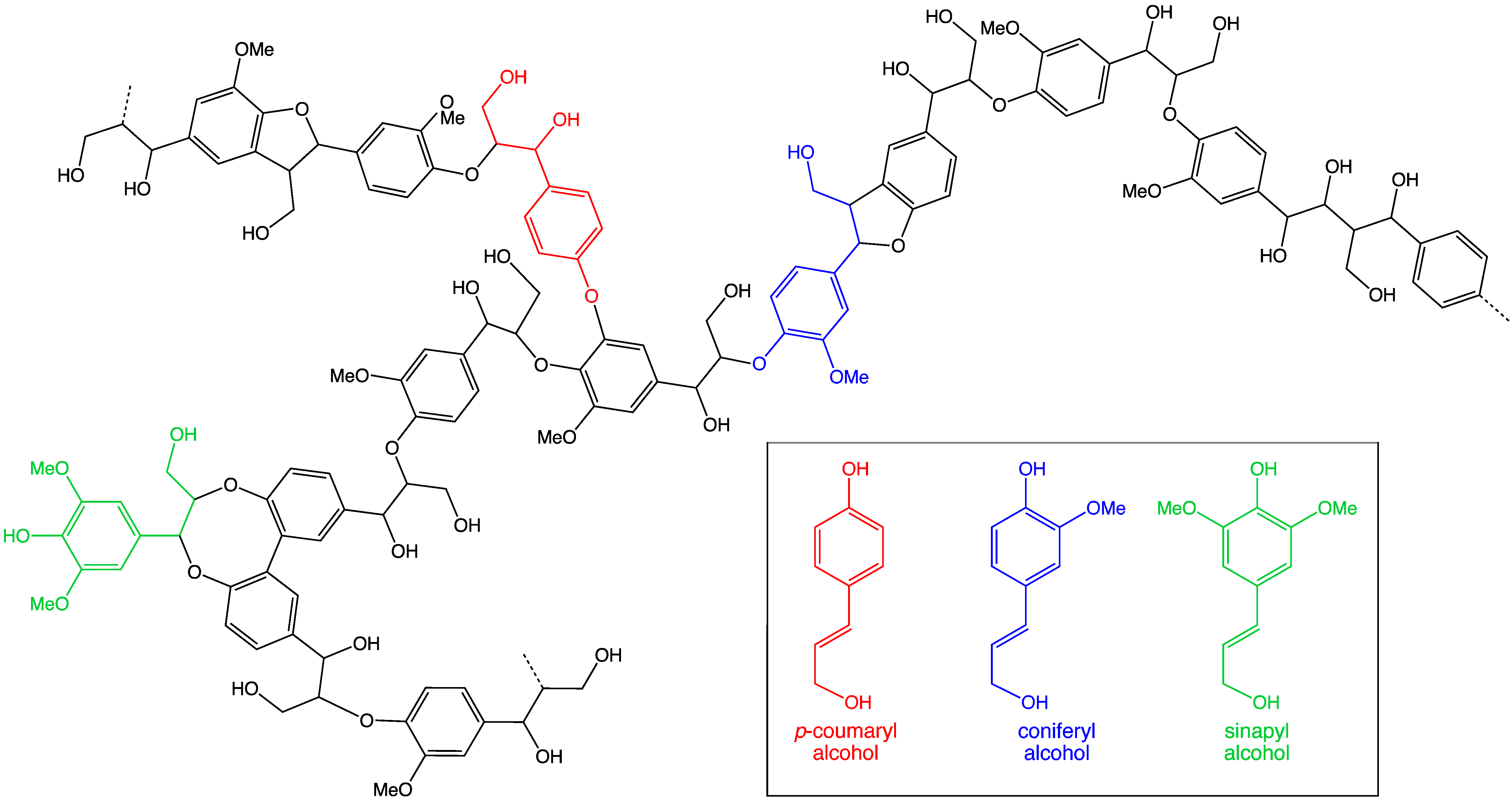
Cấu trúc hóa học của lignin, chiếm khoảng 25% khối lượng khô của gỗ, quyết định nhiều đặc tính của gỗ.

Mỗi loại cây có thành phần gỗ khác nhau, nhưng nhìn chung gỗ gồm khoảng 50% cacbon, 42% oxy, 6% hydro, 1% nitơ và 1% các nguyên tố khác như canxi, kali, natri, magie, sắt và mangan. Ngoài ra, gỗ cũng có một lượng nhỏ lưu huỳnh, clo, silic, phốt pho và các nguyên tố khác.
Ngoài nước, gỗ có ba thành phần chính là cellulose (chiếm khoảng 41–43%), hemixenluloza (khoảng 20% đến 30%) và lignin (khoảng 23% đến 27%). Ba thành phần này liên kết với nhau như mạng lưới, tạo nên độ bền cho gỗ. Lignin và hemixenluloza có liên kết đặc biệt, khó tách rời. Ngành công nghiệp giấy sử dụng các phương pháp hóa học để tách lignin khỏi cellulose, từ đó sản xuất ra giấy.
Về mặt hóa học, gỗ cứng và gỗ mềm khác nhau ở thành phần của lignin. Có hai chất quan trọng giúp gỗ cứng trở nên cứng cáp là rượu sinapyl và rượu coniferyl. Chất làm cho gỗ mềm cứng cáp hơn được tạo thành từ rượu coniferyl.

## Công dụng của gỗ

Các nhà sản xuất gỗ tròn chính theo từng loại

Sản lượng gỗ tròn thế giới theo chủng loại.

### Sản xuất
Từ năm 2000 đến năm 2021, lượng gỗ tròn được khai thác trên toàn cầu đã tăng từ 3,5 tỷ m³ lên 4 tỷ m³. Trong năm 2021, gỗ dùng làm nhiên liệu là sản phẩm được sử dụng nhiều nhất, chiếm gần một nửa (49%) tổng sản lượng với 2 tỷ m³. Gỗ tròn lá kim dùng cho công nghiệp đứng thứ hai với 30% (1,2 tỷ m³) và gỗ tròn không lá kim dùng cho công nghiệp chiếm 21% (0,9 tỷ m³). Châu Á và châu Mỹ là hai khu vực sản xuất gỗ tròn lớn nhất, cung cấp lần lượt 29% và 28% sản lượng toàn cầu. Châu Phi và Châu Âu có tỷ lệ tương đương nhau, khoảng 20-21%. Châu Đại Dương sản xuất 2% còn lại.

### Nhiên liệu
Từ xa xưa, con người đã sử dụng gỗ để đốt lửa. Ngày nay, nhiều người ở các vùng nông thôn vẫn dùng gỗ để đun nấu. Gỗ cứng được ưa chuộng hơn gỗ mềm vì nó ít khói và cháy lâu hơn. Nhiều người thích lắp đặt bếp củi hoặc lò sưởi trong nhà vì nó mang lại cảm giác ấm áp và sang trọng.

### Bột giấy
Gỗ bột giấy là loại gỗ được trồng với mục đích chuyên dùng để sản xuất giấy.

### Xây dựng

Bản đồ phân bố các quốc gia nhập khẩu và xuất khẩu sản phẩm lâm sản, bao gồm gỗ, năm 2021

Từ xa xưa, con người đã sử dụng gỗ để dựng nhà, đóng thuyền và làm nơi trú ẩn. Cho đến cuối thế kỷ 19, hầu hết thuyền bè đều được làm từ gỗ. Ngày nay, gỗ vẫn là vật liệu phổ biến trong đóng thuyền. Trước khi có hệ thống ống nước hiện đại, người ta cũng sử dụng gỗ du để làm ống dẫn nước.
Loại gỗ dùng cho công trình xây dựng ở Bắc Mỹ thường gọi là gỗ xẻ. Thời Trung cổ ở châu Âu, gỗ sồi là lựa chọn cho mọi công trình bằng gỗ như dầm, tường, cửa và sàn nhà.

#### Gỗ kỹ thuật
Gỗ kỹ thuật là loại vật liệu được tạo ra từ việc liên kết các sợi gỗ, dăm bào, mảnh vụn gỗ với nhau bằng keo hoặc chất kết dính. Loại gỗ này sở hữu nhiều ưu điểm vượt trội so với gỗ tự nhiên như: chống mối mọt, cong vênh, co ngót hiệu quả, đồng thời có thể đáp ứng đa dạng các yêu cầu về độ bền, khả năng chịu tải cho từng mục đích sử dụng cụ thể.

### Đồ nội thất và đồ dùng
Từ xa xưa, con người đã sử dụng gỗ để làm nhiều đồ dùng trong nhà như ghế, giường, bàn. Gỗ cũng được dùng để làm cán cho các dụng cụ như dao, kéo, cưa. Ngoài ra, gỗ còn được sử dụng để làm các vật dụng ăn uống như đũa, muỗng, nĩa.

### Khác
Ngành công nghiệp gỗ đang có nhiều bước phát triển mới. Các nhà khoa học đang tìm ra nhiều cách sử dụng keo lignin mới, làm bao bì thực phẩm có thể tái chế, thay thế lốp cao su bằng gỗ, sản xuất vật liệu y tế chống vi khuẩn và tạo ra loại vải hoặc vật liệu tổng hợp có độ bền cao.

## Niên đại học thụ mộc

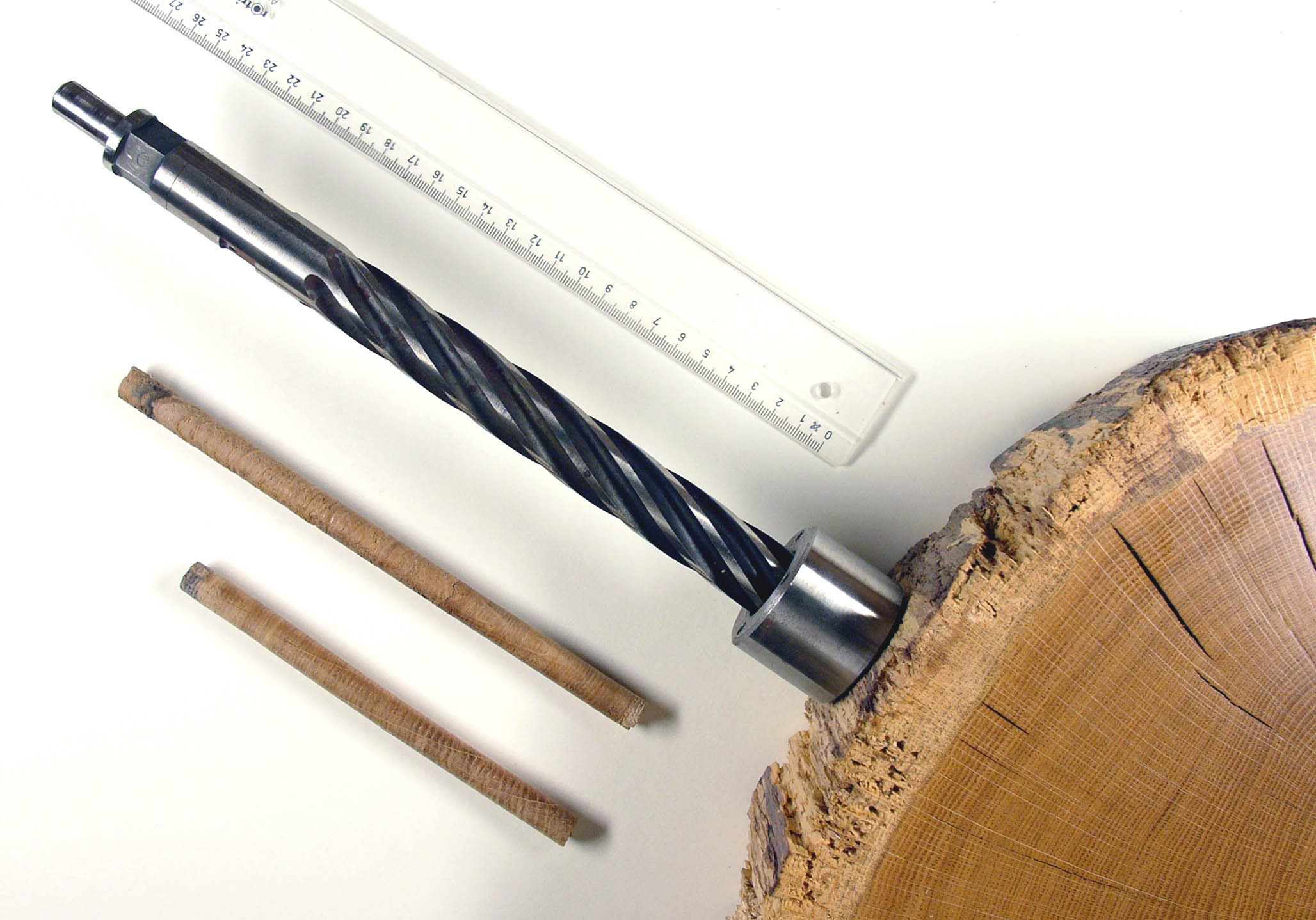
Máy khoan lấy mẫu vòng gỗ hàng năm và đếm vòng tăng trưởng

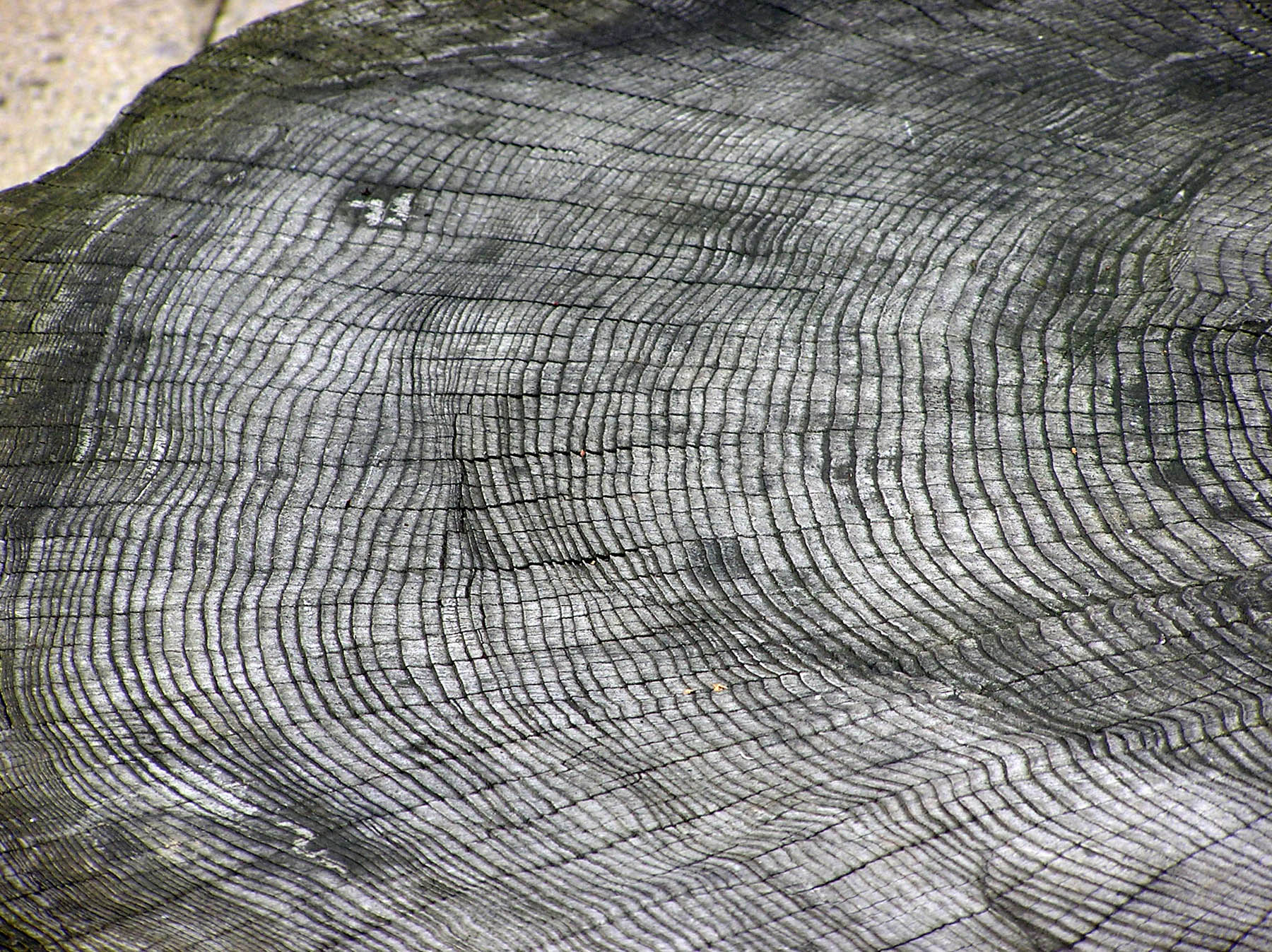
Vòng sinh trưởng của một cây ở Thảo cầm viên Bristol, Anh. Mỗi vòng gỗ tượng trưng cho một năm; các vòng bên ngoài gần vỏ cây là trẻ nhất

Niên đại học thụ mộc (tiếng Anh: dendrochronology hoặc tree-ring dating) là phương pháp khoa học xác định niên đại của cây gỗ theo đúng số năm chúng sinh sống. Cùng với việc xác định tuổi cây, điều này có thể cung cấp dữ liệu cho ngành khí hậu học, hỗ trợ nghiên cứu về khí hậu và điều kiện khí quyển trong các giai đoạn khác nhau trong lịch sử từ vòng gỗ hàng năm. Thuật ngữ tiếng Anh của niên đại học thụ mộc là dendrochronology, bắt nguồn từ tiếng Hy Lạp cổ đại δένδρον - dendron, nghĩa là "cây", và χρόνος - khronos, nghĩa là "thời gian" và -λογία (-logia) có nghĩa là "nghiên cứu về".
Niên đại học thụ mộc rất hữu ích để xác định tuổi chính xác của cây gỗ, đặc biệt là những mẫu quá gần đây nên không sử dụng phương pháp xác định niên đại bằng carbon phóng xạ, kết quả của phương pháp carbon-14 có sai số là các khoảng thời gian rất lớn. Để biết chính xác ngày cây chết, cần phải thu mẫu đầy đủ đến sát vỏ cây, điều mà hầu hết gỗ chế biến không có. Nó cũng cung cấp dữ liệu về thời gian của các sự kiện và tốc độ thay đổi trong môi trường (nổi bật nhất là khí hậu) và cả trong gỗ được tìm thấy trong khảo cổ học hoặc các tác phẩm nghệ thuật và kiến trúc. Nó cũng được sử dụng để kiểm tra niên đại carbon phóng xạ để hiệu chỉnh tuổi carbon phóng xạ.
Sự phát triển mới của cây thân gỗ xảy ra ở tượng tầng, một loại mô phân sinh gần vỏ cây. Tốc độ tăng trưởng của cây thay đổi theo một mô hình có thể dự đoán được trong suốt cả năm để đáp ứng với những thay đổi khí hậu theo mùa, dẫn đến các vòng tăng trưởng dễ thấy được. Mỗi vòng gỗ hàng năm đánh dấu một chu kỳ hoàn chỉnh của các mùa hoặc một năm trong vòng đời của cây. Dữ liệu từ niên đại học thụ mộc còn được dùng để hiệu chỉnh cho phương pháp carbon phóng xạ chính xác đến 13.910 năm trước. Một phương pháp mới dựa trên việc đo lường sự biến đổi của các đồng vị oxy trong mỗi vòng gỗ hàng năm và cách này được sử dụng trên các mẫu không phù hợp với phương pháp niên đại thụ mộc vì có quá ít hoặc các vòng quá giống nhau.

## Gỗ lá rộng
Gỗ lá rộng là các sản phẩm gỗ tự nhiên khai thác từ thực vật lá rộng. Gỗ lá rộng có cấu tạo phức tạp hơn gỗ lá kim, các thành phần cấu tạo chủ yếu: mạch gỗ, tế bào mô mềm xếp dọc thân cây, tia gỗ, sợi gỗ, quản bào dọc, ống dẫn nhựa, cấu tạo lớp.
Thành phần hóa học của gỗ lá rộng gồm: xenlulo chiếm 41-49%, hemixellulo chiếm 20-30%, lignhin chiếm 16-25%, ngoài ra còn có mặt của một số chất chiết xuất. Thành phần các nguyên tố là sắp xỉ nhau, tương tự gỗ lá kim không phụ thuộc vào loài cây: C 49-50%; O 43-44%; H ≈ 6%; N ≈1%.

## Khai thác gỗ
Khai thác gỗ đóng vai trò thiết yếu trong việc cung cấp nguyên liệu cho nhiều sản phẩm thiết yếu mà con người sử dụng trên toàn cầu. Gỗ được ứng dụng rộng rãi trong các lĩnh vực như xây dựng nhà cửa, công trình, sản xuất đồ nội thất, giấy và thậm chí là nguồn năng lượng.
Nghề khai thác gỗ tiềm ẩn nhiều rủi ro và nguy hiểm cho người lao động. Theo thống kê tại Hoa Kỳ, đây luôn là một trong những ngành công nghiệp có tỷ lệ tai nạn cao nhất. Viện An toàn và Sức khỏe Nghề nghiệp Quốc gia (NIOSH) đã công nhận khai thác gỗ là lĩnh vực ưu tiên trong Chương trình Nghiên cứu Nghề nghiệp Quốc gia (NORA). Mục tiêu của NORA là xác định và đề xuất các giải pháp nhằm cải thiện điều kiện an toàn và sức khỏe cho người lao động trong ngành khai thác gỗ.
Năm 2008, ngành khai thác gỗ ghi nhận 93 trường hợp tử vong trên tổng số 86.000 công nhân, tương ứng với tỷ lệ tử vong là 108,1 người chết trên 100.000 công nhân. Con số này cao hơn 30 lần so với tỷ lệ tử vong trung bình của các ngành nghề khác.